# Yusef Bukele
Youssef Alí Bukele Ortez (El Salvador, 22 de septiembre de 1989) es un empresario, político y economista salvadoreño. Hermano menor y asesor de Nayib Bukele, presidente de El Salvador desde 2019, desempeñó un papel clave como asesor económico, siendo decisivo en la implementación de bitcoin como moneda de curso legal en El Salvador.

## Biografía
Youssef Alí Bukele Ortez nació el 22 de septiembre de 1989 en El Salvador. Es hijo de Armando Bukele Kattán y Olga Marina Ortez. Tiene un hermano gemelo, Ibrajim, y dos hermanos mayores, Nayib y Karim, además de cuatro medias hermanas y dos medio hermanos por parte de su padre.
Bukele se graduó en 2014 en economía por la Universidad Centroamericana. Durante su etapa universitaria, junto a tres colegas, publicó una disertación en economía titulada Una comparación teórica y empírica de las teorías neoclásica y marxista sobre la relación entre mano de obra calificada, productividad y salarios.

## Política
En mayo y junio de 2021, Bukele y su hermano gemelo Ibrajim se reunieron con inversores internacionales para explorar la posibilidad de introducir una moneda digital o criptomoneda en El Salvador. Durante un encuentro con el funcionario estadounidense Jack Mallers, Bukele explicó que estaba trabajando con el gobierno salvadoreño para permitir que los salvadoreños en el extranjero enviaran fondos de forma gratuita a sus familias en El Salvador, asegurando que «cuando envías dinero a casa, ellos [el gobierno] no se van a quedar con la mitad». [cita requerida]
El 9 de junio de 2021, la Asamblea Legislativa aprobó un proyecto de ley que convirtió al bitcoin en moneda de curso legal en El Salvador, iniciativa que fue en parte redactada por Bukele. Este afirmó haber influido públicamente en su hermano Nayib para que aprobara la creación de esta moneda de curso legal para el bitcoin.

## Vida privada
Desde diciembre de 2019, Bukele está comprometido con Pamela Abarco.
En 2021, el fiscal general de la República de El Salvador, Raúl Melara, inició una investigación contra Bukele, Ibrajim y Karim por denuncias de actos arbitrarios, falsificación de documentos y malversación de fondos.